# RITES
RITES Ltd. (Rail India Technical and Economic Services) ist ein indisches Unternehmen in Staatseigentum, das sich mit Beratung, Planung, Bau und Betrieb von Verkehrsanlagen, überwiegend außerhalb Indiens beschäftigt.

## Geschichte
RITES wurde 1974 als Unternehmen der Indian Railways gegründet. Anfangs befasste sich die Gesellschaft überwiegend mit dem Management von Eisenbahnen außerhalb von Indien, vor allem in Afrika, Südamerika und Mittelasien. In der Folge wurde das Geschäftsfeld erweitert, inhaltlich, indem auch Beratung, Planung, Bau und Betrieb anderer Verkehrsanlagen, wie Häfen, Flughäfen, Autobahnen und städtische Verkehrsplanung geleistet wurden. Auch wurde das Tätigkeitsfeld insofern erweitert, als auch innerindische Projekte übernommen wurden. Das Unternehmen hat etwa 2000 Mitarbeiter.

## Projekte
- Société Nationale des Transports Ferroviaires algériens, Algerien, Beratung
- Luandabahn, Angola, Machbarkeitsstudie zum Wiederaufbau[1]
- Bangladesh Railway, Bangladesch, Beratung
- Botswana Railways, Botswana, Management und Beratung
- Ghana Railway Corporation, Ghana, Beratung
- Metro Bangalore, Indien
- Eisenbahngesellschaft der Islamischen Republik Iran, Iran, Planung
- Iraqi Republic Railways, Irak, Unterhalt und Betrieb der Verbindung Bagdad–Akaschat
- Railways of Jamaica[2]
- Kambodscha, Wiederaufbau
- Kenya Railways Corporation, Kenia, Betrieb der Lokomotiven, Beratung, Planung
- Red Férrea del Atlántico, Kolumbien, Anteilseigner, technische und verwaltungsmäßige Unterstützung
- Central East African Railways, Malawi, Management
- Zentraleisenbahn von Mosambik wird als Joint Venture von RITES und der mosambikanischen Companhia dos Caminhos de Ferro da Beira (CCFB), deutsch: „Eisenbahngesellschaft von Beira“, betrieben[3][4][5]
- Eisenbahn Nigerias, Nigeria, komplettes Management auf drei Jahre, Wiederbelebung, Planung
- Zambia Railways, Sambia, Projekt
- Sri Lanka Railways, Sri Lanka, Beratung und Hilfe beim Management
- Sudan, Beratung
- Tanzania Railways, Tansania (ohne TAZARA), Mehrheitseigentümer (51 %) und komplettes Management
- Usbekische Eisenbahnen, Usbekistan, Projekt
- National Railways of Zimbabwe, Simbabwe, Investmentplan